# Sarıbaş
Sarıbaş (ryska: Сарыбаш) är en ort i Azerbajdzjan.   Den ligger i distriktet Qax Rayonu, i den norra delen av landet, 270 km nordväst om huvudstaden Baku. Sarıbaş ligger 1 602 meter över havet och antalet invånare är 166.
Terrängen runt Sarıbaş är huvudsakligen bergig, men den allra närmaste omgivningen är kuperad. Sarıbaş ligger nere i en dal. Närmaste större samhälle är Qax, 17,3 km sydväst om Sarıbaş. 
Trakten runt Sarıbaş består i huvudsak av gräsmarker. Runt Sarıbaş är det ganska glesbefolkat, med 38 invånare per kvadratkilometer.